# Década de 1800 nos Estados Unidos
Esta é uma cronologia da década de 1800 nos Estados Unidos.

## 1800
- 24 de abril: O Congresso dos Estados Unidos aprova a lei, que muda a nova sede de governo para Washington, DC.[1][2]
- 24 de abril: Presidente John Adams assina a lei do Congresso dos Estados Unidos, que cria a Biblioteca do Congresso (Library of Congress).[1][3][2]
- 7 de maio: O Território de Indiana é criado pela lei do Congresso dos Estados Unidos.[4]
- 3 de junho: Presidente John Adams muda para Washington, DC.[5]
- 15 de junho: A capital dos Estados Unidos é transferida de Filadélfia para Washington, DC.
- 1 de agosto: O censo estima a população norte-americana de 5.308.483 habitantes.[6]
- 30 de setembro: O governo francês de Napoleão Bonaparte assina o termo de paz com os Estados Unidos, atualmente conhecido como Tratado de Mortefontaine, terminado a Quase-guerra.[7][8][3][9]
- 12 de outubro: Um tratado de paz é assinado entre a França e os Estados Unidos.[10]
- 1 de novembro: Presidente John Adams torna-se o primeiro presidente dos Estados Unidos a viver na Casa Branca, em Washington, DC.[11][12][3]
- 17 de novembro: O Congresso dos Estados Unidos realiza sua primeira sessão de Washington, DC.[13]

## 1801
- 11 de fevereiro: A contagem de votos da eleição presidencial mostra um empate entre Thomas Jefferson e Aaron Burr cada com 73 votos.[13]
- 17 de fevereiro: É realizada a eleição presidencial. Thomas Jefferson é eleito presidente dos Estados Unidos pela Câmara dos Representantes após um empate.[14][15][16]
- 21 de janeiro: John Marshall é nomeado o Chefe de Justiça dos Estados Unidos.[17]
- 11 de fevereiro: A contagem da votação eleitoral resulta um empate entre Thomas Jefferson e Aaron Burr com 73 votos cada.[13][18][19]
- 17 de fevereiro: Depois de uma disputa eleitoral, Thomas Jefferson é eleito presidente dos Estados Unidos e Aaron Burr, vice-presidente pela Câmara dos Representantes.[19][20]
- 4 de março: Thomas Jefferson toma posse como o terceiro presidente dos Estados Unidos, em Washington, DC onde realiza a primeira posse presidencial.[8][19][21][13]
- 10 de maio: O paxá de Trípoli, Yusuf Karamanli, declara guerra aos Estados Unidos, iniciando a Guerra de Trípoli.[22]
- 16 de novembro: O 13° jornal mais antigo norte-americano, New York Post, é fundado por Alexander Hamilton.

## 1802
- 16 de março: O Congresso dos Estados Unidos autoriza a criação da Academia Militar dos Estados Unidos e o Corpo de Engenharia do Exército dos Estados Unidos em West Point, Nova Iorque.[23][24][25][26]
- 29 de abril: A Lei Judiciária de 1802 (Judiciary Act of 1802) é promulgada, reorganizando o sistema de tribunal federal.[25]
- 3 de maio: O Congresso dos Estados Unidos incorpora Washington, DC como uma cidade independente e o presidente Thomas Jefferson nomeia Robert Brent como o primeiro prefeito da cidade.[25]
- 4 de julho: A Academia Militar dos Estados Unidos da América é oficialmente aberta em West Point, Nova Iorque.[25][27][28]
- 2 de outubro: A Quase-guerra termina com o último confronto entre a Suécia e Trípoli.

## 1803
- 24 de fevereiro: O Caso Marbury contra Madison é decidido pela Suprema Corte dos Estados Unidos.[29]
- 1 de março: O Ohio torna-se o 17° estado norte-americano admitido à União.[23][30][31]
- 30 de abril: Napoleão Bonaparte assina o Tratado da Compra da Luisiana para os Estados Unidos por 15 milhões de dólares.[32][33][34]
- 2 de maio: Robert Livingston e James Monroe assinam um tratado com a França, terminado a Compra da Louisiana.[35]
- 4 de julho: A Compra da Luisiana é anunciada ao povo americano.[35]
- 20 de outubro: O Senado dos Estados Unidos ratifica o tratado da transferência de posse do Território da Louisiana da França para os Estados Unidos, também conhecido como o tratado da Compra da Louisiana.[35][36][34]
- 9 de dezembro: A Décima-Segunda Emenda da Constituição dos Estados Unidos é aprovada pelo Congresso dos Estados Unidos.[35]
- 20 de dezembro: A França vende a Luisiana para os Estados Unidos por 15 milhões de dólares.[35][37]

## 1804
- 15 de fevereiro: Nova Jérsei torna-se o último estado do Norte a abolir a escravidão.[38][39][40]
- 14 de maio: Inicia a Expedição de Lewis e Clark, uma exploração transcontinetal.[41]
- 15 de junho: A Décima-Segunda Emenda da Constituição dos Estados Unidos é ratificada por Nova Hampshire.
- 11 de julho: Alexander Hamilton, ex-Secretário do Tesouro, é atingido a um tiro durante o dueto com o vice-presidente, Aaron Burr. Morre no seguinte dia.[42]
- 25 de setembro: A Décima-Segunda Emenda da Constituição dos Estados Unidos é ratificada.[43][42]
- 5 de dezembro: Acontecem as primeiras eleições com a votação separada para presidente e para vice-presidente. Thomas Jefferson é reeleito presidente dos Estados Unidos.[42][44]

## 1805
- 11 de janeiro: O Território de Michigan é criado pelo Congresso dos Estados Unidos.[45]
- 17 de fevereiro: Nova Orleans é incorporada como uma cidade.[46]
- 4 de março: Presidente Thomas Jefferson começa seu segundo mandato.[47]
- 5 de março: O Congresso dos Estados Unidos autoriza a construção das 25 canhoneiras.[48]
- 3 de junho: Um tratado de paz é assinado entre os Estados Unidos e Berbéria, terminando a Guerra de Trípoli.[48][49][50]

## 1806
- 12 de abril: O tratado de paz, que termina a Guerra de Trípoli, é ratificado pelo Senado dos Estados Unidos.[51][52]
- 18 de abril: A lei chamada Non-importation Act, que proíbe a importação de diversos artigos britânicos, é aprovada pelo Congresso dos Estados Unidos.[53][52]
- 23 de setembro: Termina a Expedição de Lewis e Clark com a volta para St. Louis, Missouri.[54][55]
- 31 de dezembro: O Tratado Monroe-Pinkney é assinado com a Grã-Bretanha em Londres.[56][53][43][54]

## 1807
- 2 de março: O Congresso dos Estados Unidos aprova a lei, que proíbe a importação de escravos africanos.[57][58][59]
- 22 de junho: A fragata norte-americana USS Chesapeake é atacada pelo navio de guerra britânico HMS Leopard nas proximidades de Norfolk, Virgínia, num evento conhecido como o Caso Chesapeake-Leopard (Chesapeake-Leopard Affair).[60][61][62][58][63][55]
- 1 de setembro: O ex-vice-presidente dos Estados Unidos, Aaron Burr, é absolvido de acusado de traição.[64]
- 18 de dezembro: O Congresso dos Estados Unidos autoriza a construção das 188 outras canhoneiras.[48][62]
- 22 de dezembro: A Lei de Embargo de 1807 (Embargo Act of 1807) é aprovada pelo Congresso dos Estados Unidos, proibindo todo o comércio internacional com vários países.[47][62][65][66][64]

## 1808
- 1 de janeiro: A importação de escravos africanos nos Estados Unidos é proibida pela lei de 2 de março de 1807.[47][57][67][59][65][68]
- 6 de abril: John Jacob Astor funda uma empresa norte-americana American Fur Company.[67]
- 6 de maio: O navio Phoenix, construído por John Stevens, torna-se o primeiro navio a vapor a viajar no Oceano Atlântico.[67]
- 12 de julho: O jornal Missouri Gazette é publicado por Joseph Charles em St. Louis, Missouri.[69]
- 7 de dezembro: É realizada a eleição presidencial. James Madison é eleito presidente dos Estados Unidos com 122 votos eleitorais.[70][71][68]

## 1809
- 17 de fevereiro: A Universidade de Miami é fundada em Oxford, Ohio.[72]
- 1 de março: O Território do Illinois é criado pelo Congresso dos Estados Unidos para ser separado do Território de Indiana.[30][73][72]
- 1 de março: Presidente Thomas Jefferson assina a lei chamada Non-Intercourse Act, que libera todos os embargos, exceto da Grã-Bretanha e da França.[72][73]
- 1 de março: A Lei de Embargo de 1807 é revogada e substituída pela Non-Intercourse Act.[72][74]
- 4 de março: James Madison toma posse como o quarto presidente dos Estados Unidos.[75][72][74]
- 6 de março: Robert Smith torna-se o Secretário de Estado dos Estados Unidos.[76]
- 19 de abril: Presidente James Madison reabre as relações comerciais com a Grã-Bretanha.[72][74]
- 5 de maio: Mary Dixon Kies é a primeira mulher norte-americana a receber uma patente de uma invenção nos Estados Unidos.[77][78]